# Eric Nepomuceno
Milton Eric Nepomuceno (Rio de Janeiro, 22 de Junho de 1948) é um autor, jornalista e tradutor brasileiro. Traduziu para o português obras de importantes autores latino-americanos, como Jorge Luis Borges, Julio Cortázar, Eduardo Galeano e principalmente Gabriel Garcia Marques, pelo qual é mais conhecido, entre outros.  Suas traduções renderam-lhe três Prêmios Jabuti, além de outro recebido por seu trabalho investigativo sobre o massacre de Eldorado dos Carajás.

## Biografia
Filho de Lauro Xavier Nepomuceno e Luisa de Arruda Nepomuceno, ele nasceu no Rio de Janeiro mas cresceu em São Paulo. Estudou no Colégio Dante Alighieri, onde chegou a escrever para o jornal escolar. Começou no jornalismo como revisor no jornal O Estado de S. Paulo, mas foi no Jornal da Tarde, que ingressou no começo da década de 1970, que se estabeleceu na profissão. Nepomuceno cursou três cursos universitários mas nunca os completou. Ainda assim, considera seu período no Jornal da Tarde como o "melhor curso possível de jornalismo". Em fevereiro de 1973, Nepomuceno foi mandando como correspondente do jornal para Buenos Aires, onde seus artigos contra a ditadura brasileira na impressa local fizeram com que não pudesse retornar. Começou a trabalhar então na revista Crisis, do escritor Eduardo Galeano, período esse que Nepomuceno classifica como sua "pós-graduação em jornalismo". 
Em 1976, a revista Veja contratou-o como correspondente internacional, de modo que Nepomuceno cobriu os principais desdobramentos políticos ocorridos na América Latina durante o período, até 1983, quando retornou ao Brasil para trabalhar no Jornal da Globo, da emissora homônima. Abandonou o jornalismo diário em 1986 e, desde então, escreve apenas ocasionalmente para veículos diversos.
Nepomuceno alcançou o segundo lugar no Prêmio Jabuti de 1993, com a tradução de Doze Contos Peregrinos, obtendo ainda a mesma colocação em 1993 com As Armas Secretas, e terceiro lugar em 2010, pela tradução de Cem anos de Solidão. Além, ficou em segundo lugar na categoria reportagem no prêmio de 2008 com o livo O Massacre, que trata do massacre de Eldorado dos Carajás.
Desde 2014 é colunista do portal Brasil 247.

### Obras publicadas
- Memórias de um setembro na praça, 1979.
- Quarenta dólares e outras histórias. 1987
- Hemingway na Espanha, 1991
- Coisas do Mundo, 1994.
- A palavra nunca, 1997 (contos)
- Quarta-feira, 1998
- O Massacre, 2008[9]
- Bangladesh, talvez e outras histórias, 2018